# 프란체스카 롤로브리지다
프란체스카 롤로브리지다(이탈리아어: Francesca Lollobrigida, 1991년 2월 7일~)는 이탈리아의 스피드스케이팅 선수이다. 올림픽에 3회 출전했으며 2022년 동계 올림픽에서 여자 3000m 은메달, 여자 매스스타트 동메달을 획득했다.

## 개인사
고모인 지나 롤로브리지다는 배우이며 사촌인 프란체스코 롤로브리지다는 정치인으로 활동하고 있다.